# Wiktionary
Wiktionary (et portmanteau af wiki og dictionary; eng.: ordbog) er en ordbog med åbent indhold fra Wikimedia Foundation. Den engelsksprogede version blev etableret i december 2002 og rummer mere end 3.500.000 artikler. 
Den danske udgave af Wiktionary, der også kaldes Wikiordbogen, blev grundlagt i maj 2004 og består pr. april 2017 af 37.505 artikler.